# Asociación genética
La asociación genética es cuando uno o más genotipos dentro de una población coexisten con un rasgo fenotípico con más frecuencia de la que cabría esperar por casualidad. 
Los estudios de asociación genética tienen como objetivo evaluar si los alelos de un solo locus o las frecuencias genotípicas (o más generalmente, las frecuencias de haplotipos multilocus) difieren entre dos grupos de individuos (generalmente sujetos enfermos y controles sanos). Los estudios de asociación genética actuales se basan en el principio de que los genotipos se pueden comparar "directamente", es decir, con las secuencias de los genomas o exomas reales a través de la secuenciación del genoma completo o la secuenciación del exoma completo. Antes de 2010, se usaban métodos de secuenciación de ADN. 

## Descripción
La asociación genética puede ser entre fenotipos, como características visibles como el color o la altura de la flor, entre un fenotipo y un polimorfismo genético, como un polimorfismo de un solo nucleótido (SNP), o entre dos polimorfismos genéticos. La asociación entre polimorfismos genéticos ocurre cuando existe una asociación no aleatoria de sus alelos como resultado de su proximidad en el mismo cromosoma; Esto se conoce como enlace genético. 
Desequilibrio de enlace (LD) es un término utilizado en el estudio de la genética de poblaciones para la asociación no aleatoria de alelos en dos o más loci, no necesariamente en el mismo cromosoma. No es lo mismo que el enlace, que es el fenómeno por el cual dos o más loci en un cromosoma han reducido la recombinación entre ellos debido a su proximidad física entre sí. LD describe una situación en la que algunas combinaciones de alelos o marcadores genéticos ocurren con mayor o menor frecuencia en una población de lo que cabría esperar de una formación aleatoria de haplotipos a partir de alelos en función de sus frecuencias. 
Los estudios de asociación genética se realizan para determinar si una variante genética está asociada con una enfermedad o rasgo: si la asociación está presente, un alelo, genotipo o haplotipo particular de un polimorfismo o polimorfismos se verá con mayor frecuencia de lo esperado en un individuo portador del rasgo. Por lo tanto, una persona que lleva una o dos copias de una variante de alto riesgo tiene un mayor riesgo de desarrollar la enfermedad asociada o tener el rasgo asociado.

## Estudios

### Diseños de casos y controles
Los estudios de casos y controles son una herramienta epidemiológica clásica. Los estudios de casos y controles utilizan sujetos que ya tienen una enfermedad, rasgo u otra condición y determinan si hay características de estos pacientes que difieren de las que no tienen la enfermedad o rasgo. En estudios genéticos de casos y controles, la frecuencia de alelos o genotipos se compara entre los casos y los controles. Los casos habrán sido diagnosticados con la enfermedad en estudio o tendrán el rasgo bajo prueba; los controles, que se sabe que no se ven afectados o que han sido seleccionados al azar de la población. Una diferencia en la frecuencia de un alelo o genotipo del polimorfismo bajo prueba entre los dos grupos indica que el marcador genético puede aumentar el riesgo de la enfermedad o la probabilidad del rasgo, o estar en desequilibrio de enlace con un polimorfismo que lo hace. Los haplotipos también pueden mostrar asociación con una enfermedad o rasgo. Uno de los primeros éxitos en este campo fue encontrar una mutación de base única en la región no codificante del gen APOC3 (gen de la apolipoproteína C3) que se asoció con mayores riesgos de hipertrigliceridemia y aterosclerosis usando un diseño de casos y controles. 
Un problema con el diseño de casos y controles es que las frecuencias de genotipo y haplotipo varían entre poblaciones étnicas o geográficas. Si el caso y las poblaciones de control no coinciden bien por origen étnico u origen geográfico, puede ocurrir una asociación positiva falsa debido a los efectos confusos de la estratificación de la población. 

### Diseños familiares
Los diseños de asociación basados en la familia tienen como objetivo evitar los posibles efectos de confusión de la estratificación de la población mediante el uso de los padres o hermanos no afectados como controles para el caso (la descendencia/hermano afectado). Dos pruebas similares se utilizan con mayor frecuencia, la prueba de desequilibrio de transmisión (TDT) y el riesgo relativo haploide (HRR en inglés). Ambos miden la asociación de marcadores genéticos en familias nucleares por transmisión de padres a hijos. Si un alelo aumenta el riesgo de tener una enfermedad, entonces se espera que ese alelo se transmita de padres a hijos con mayor frecuencia en poblaciones con la enfermedad. 

### Asociación de rasgos cuantitativos
Un rasgo cuantitativo es un rasgo medible que muestra una variación continua, como la altura o el peso. Los rasgos cuantitativos a menudo tienen una distribución 'normal' en la población. Además del diseño de control de casos, la asociación de rasgos cuantitativos también se puede realizar utilizando una muestra de población no relacionada o tríos familiares en los que el rasgo cuantitativo se mide en la descendencia.